# ALLS (アーケードゲーム基板)
ALLS（オールス）は、セガ（2020年3月まではセガ・インタラクティブ）が2017年9月に次世代業務用汎用基板として発表したアーケードゲーム用のシステム基板。正式名称はAmusement Linkage Live System。Nuシリーズの後継基板となる。
ALLSは『ソウルリバース』の紹介番組「ソルゼロch」の2017年9月13日放送にて、同基板が開発中（この時点では名称は未発表）・同タイトルが初採用するという形で発表された。
その後、同年7月に同社製音楽ゲームオンゲキにてHX、2019年7月11日稼働のmaimaiでらっくすにてHX2が登場している。

## 構成
アーキテクチャは前身のNuシリーズ、およびLINDBERGHから採用されているPCベースで構成されている。
外観はNu2そのものでありながら、大きな違いとして4つのPCIスロットを有する。
様々な筐体やゲームなどで使い回しが効く汎用型の場合、PCIスロット4つのうち2つは従来通りビデオカード用、残り2つは3つのCOM端子（シリアルポート）用である。
特定の筐体やゲームのためだけに設計したことで使い回しが一切効かない専用型の場合、COM端子を1つ或いは2つ減らして追加のPCIデバイスを追加するものもある。
ALLS内のストレージは一部を除き40桁以上のBitLockerに保護されている。
構成（第1世代）
- ALLS UX（ハイエンドモデル）
  - CPU：Intel Core i5-6500
  - メインメモリ：16GB（8GB×2枚）
  - ビデオカード：NVIDIA GeForce GTX 1070（ELSA製・ZOTAC製と搭載ゲームにより異なる）
  - 『ハウス・オブ・ザ・デッド 〜スカーレット・ドーン〜』はCREATIVE製のSound Blaster Audigy Fxのサウンドカードを追加実装
  - 『ハウス・オブ・ザ・デッド 〜スカーレット・ドーン〜』や『SEGA World Drivers Championship』はゲームエンジンとして「Unreal Engine 4」を採用。
  - OS : Windows 10 IoT Enterprise 2016 LTSB Value
- ALLS HX（ローエンドモデル）
  - CPU: Intel Core i5-6500
  - メインメモリ：8GB（4GB×2枚）
  - ビデオカード：NVIDIA GeForce GTX 1050 または1050 Ti
  - OS : Windows 10 IoT Enterprise 2016 LTSB Value

※搭載ゲームによりサブストレージとし500GBのHDD（HGST製）の有無による構成違いあり
構成（第2世代）
- ALLS UX2
  - メインメモリ：16GB（8GB×2枚）
  - ビデオカード：NVIDIA GeForce RTX 2070（GIGABYTE社製WINDFORCE採用)
- ALLS MX2
  - CPU：Intel Core i5-8500
  - メインメモリ：16GB（8GB×2枚）
  - ビデオカード：NVIDIA GeForce GTX 1060 6GB
- ALLS HX2
  - CPU：Intel Core i3-8100
  - メインメモリ：8GB（4GB×2枚）
  - ビデオカード：NVIDIA GeForce GTX 1050Ti（メーカーは不明だがALLS HXと同じものが搭載）
- ALLS X2
  - メインメモリ：8GB（4GB×2枚）
  - ビデオカード：なし（CPU内蔵グラフィック）
- ALLS MX2.1
  - マザーボード：GIGABYTE MCH31AM-S2 H310 chipset
  - CPU：Intel Core i5-8500
  - メインメモリ：16GB（8GB×2枚）
  - ビデオカード：NVIDIA GeForce GTX 1660Ti
- ALLS HX2.1
  - メインメモリ：8GB（4GB×2枚)
  - ビデオカード：NVIDIA GeForce GTX 1650 4GB GDDR6
  - 『CHUNITHM NEW』以降はMOLEXコネクタを搭載。
- ALLS EL

※搭載ゲームによりサブストレージとし500GBのHDD(WD製搭載)の有無による構成違いあり。

## 採用タイトル
日付は稼働開始日（シリーズ作品は1作目もしくは当基板使用最初の作品の稼働開始日）

### ALLS UX採用タイトル
- ソウルリバース（セガ・インタラクティブ、2018年2月22日→サービス終了済）
- SEGA World Drivers Championship 2018（セガ・インタラクティブ、2018年3月14日→2021年4月30日サービス終了済）
  - 頭文字D THE ARCADEへコンバージョン(筐体流用)されたものも存在する。このため、市場にはMX2.1(後述)仕様のものと混在している
- Fate/Grand Order Arcade（セガ・インタラクティブ、2018年7月26日）
- ハウス・オブ・ザ・デッド 〜スカーレット・ドーン〜（セガ・インタラクティブ、2018年9月13日）オプションのサウンドボードが追加されている。
- クロノレガリア（セガ・インタラクティブ、2019年2月21日、ソウルリバースからコンバージョン(筐体流用)→サービス終了済）
- WCCF FOOTISTA 2019（セガ・インタラクティブ、2019年3月14日→サービス終了済）
- ALL.net P-ras MULTI Version3（セガ・インタラクティブ、2019年4月18日[1] ソウルリバース・クロノレガリアからコンバージョン(筐体流用)されたものも存在する)
- ぷよぷよeスポーツ アーケード（セガ、2019年4月）[2]
- 英傑大戦（セガ、2022年3月10日）WCCF FOOTISTAからコンバージョン(筐体流用)

### ALLS HX採用タイトル
- オンゲキ（セガ・インタラクティブ、2018年7月26日）
- カードメイカー（セガ・インタラクティブ、2018年7月26日）
- WACCA（マーベラス、2019年7月18日。オンラインサービス終了しオフライン版に移行）
- WACCA（华卡音舞）（中国版WACCA）

### ALLS UX2採用タイトル
- STARHORSE4(メインモニター)(セガ・インタラクティブ、2019年11月20日[3]　STARHORSE3からコンバージョン)

### ALLS HX2採用タイトル
- maimaiでらっくす (セガ・インタラクティブ、2019年7月11日)
- マリオ&ソニック AT 東京2020オリンピック アーケードゲーム (セガ・インタラクティブ、2020年1月23日)
- チュウニズム International ver.シリーズ(セガ、2020年11月26日)
- 舞萌DX（中国版maimaiDX）
- UFO CATCHER LINK STATION

### ALLS MX2採用タイトル
- STARHORSE4(サテライト)(セガ・インタラクティブ、2019年11月20日[3]　STARHORSE3からコンバージョン)
- バベルのメダルタワーW
- Fiz(セガ、2020年10月8日)
- fiz2
- ララミー
- ポケモンコロガリーナ
- メイティロマンティック
- ろまぴ
- べピウ
- ろまきゅん
- ガッ釣りGO！

### ALLS MX2.1採用タイトル
- 頭文字D THE ARCADE(サテライト)(セガ、2021年2月25日　頭文字D ARCADE STAGE Zeroからコンバージョン)

＊ romakyun(プリクラ)

### ALLS HX2.1採用タイトル
- CHUNITHM NEW以降※(チュウニズム ニュウ)(セガ、2021年11月4日)
- 中二节奏 NEW （中国版チュウニズム　ニュウ)

※正式名称はALLS HX2.1 OP。完全密閉ではないオープンフレーム構造のケースを採用している。
- ホリアテール

### ALLS X2採用タイトル
- MESTA(メダルステーション)(セガ・インタラクティブ、2019年11月20日[4])

### ALLS EL採用タイトル
- UFO CATCHER 10